# Leptogaster micropygialis
Leptogaster micropygialis là một loài ruồi trong họ Asilidae. Leptogaster micropygialis được Williston miêu tả năm 1901. Loài này phân bố ở vùng Tân nhiệt đới.